# دون روس
دونالد بول «دون» روس (بالإنجليزية: Don Roos)‏ مواليد 14 أبريل 1955 هو كاتب سيناريو ومخرج أفلام أمريكي.

## الحياة المهنية
ولد روس في نيويورك. والتحق في جامعة نوتردام في ولاية إنديانا. وبعد تخرجه، انتقل إلى لوس أنجلوس حيث تابع مهنة الكتابة للتلفزيون.
دعم روس نفسه من خلال العمل مثل معالجة النصوص. وبدأ حياته المهنية في الكتابة عندما كان هو وصديق مقرب له ينتحل شخصية عميل وويقومون بعرض أدائهم للآخر، بعد ذلك أتته مكالمة هاتفية أدت إلى عمله مع الكاتب المسرحي مارت كراولي (الأولاد في الفرقة)، الذي كان في ذلك الوقت المنتج التنفيذي لمسلسل Hart to Hart. قام روس بكتابة عدة برامج ومسلسلات مثل Colbys, Nightingales، وغيرها من البرامج التلفزيونية. أول أبرز أفلامه كان عام 1991 وهو فيلم "Love Field" والذي ترشح لجائزة الأوسكار، من بطولة ميشيل فايفر ودنيس هايسبيرت.
روس قام بكتابة فيلم Single White Female وبسبب ذلك حصل له مكان دائم في افلام الترافيا في هوليوود، ومن بعد هذا العمل، هذا المصطلح دخل المعجم في إشارة إلى الفيلم السيكوباتي حيث من يؤدي الشخصية الرئيسية يتقمص هوية رفيقه في السكن.
روس معروف لعمله بكتابة الشخصيات النسائية القوية والجذابة، وهذه المهارة كانت مفيدة في فيلمه «الاتجاه»، مما أدى إلى ترشيح عدة ممثلين لجوائز الروح المستقلة وترشيحات أخرى وأبرز الممثلين ليزا كودرو، كريستينا ريتشي، ومؤخرا، ماغي جيلنهال. روس نفسه قد فاز في جائزة أفضل المميزين من جوائز الروح المستقلة على فيلم The Opposite of Sex. قام أيضاً بكتابة سيناريو للعديد من الأفلام لصالح استوديوهات رفيعة المستوى.
زوجه هو الممثل والكاتب ومنتج الأفلام دان بوكاتينسكي، ولديه طفلان هما، إليزا ويونان.

## أفلام من إخراجه
| العنوان | سنة العرض           | ملاحظات             |  |
| ------- | ------------------- | ------------------- |  |
| 2009    | The Other Woman     | كاتب السيناريو أيضا |  |
| 2005    | Happy Endings       | قام بالكتابة أيضا   |  |
| 2000    | Bounce              | قام بالكتابة        |  |
| 1998    | The Opposite of Sex | قام بالكتابة أيضا   |  |

## أفلام من كتابته
| سنة العرض | العنوان             | ملاحظات        |  |
| --------- | ------------------- | -------------- |  |
| 2018      | Guernsey            | كاتب السيناريو |  |
| 2008      | Marley & Me         | كاتب السيناريو |  |
| 1996      | Diabolique          | الكاتب         |  |
| 1995      | Boys on the Side    | الكاتب         |  |
| 1992      | Love Field          | الكاتب         |  |
| 1992      | Single White Female | كاتب السيناريو |  |

## وصلات خارجية
- دون روس على موقع IMDb (الإنجليزية)
- دون روس على موقع ألو سيني (الفرنسية)
- دون روس على موقع أول موفي (الإنجليزية)
- دون روس على موقع بوكس أوفيس موجو (الإنجليزية)
- دون روس على موقع قاعدة بيانات الأفلام السويدية (السويدية)
- دون روس على موقع إن إن دي بي (الإنجليزية)
- دون روس على موقع قاعدة بيانات الفيلم (الإنجليزية)
- دون روس على موقع كينوبويسك (الروسية)
- دون روس يتحدث عن عملية الكتابة